# Ммаэ, Камиль
Камиль Ммаэ А Нвамебен (фр. Camil Mmaee A Nwameben; араб. كامل مايي‎; род. 21 февраля 2004) — марокканский футболист, нападающий нидерландского клуба МВВ Маастрихт.

## Карьера
Играл в академии льежского «Стандарда». Дебютировал в составе основной команды клуба 2 марта 2022 года в матче чемпионата Бельгии против «Беерсхота». В июле 2022 года перешёл в итальянскую «Болонью», где был заявлен за команду до 19 лет.
30 января 2024 года перешёл в нидерландский МВВ Маастрихт, подписав с клубом контракт до конца сезона 2023/24 с возможностью продления. 2 февраля дебютировал в матче Эрстедивизи против «Телстара», выйдя на замену на 75-й минуте. Всего сыграл за МВВ в 13 матчах чемпионата.

## Личная жизнь
Старшие братья — Сэми и Райан, тоже футболисты.